# Diane Lane
Diane Lane (født 22. januar 1965 i New York City, USA) er en amerikansk skuespiller.
I 2002 blev hun Oscar-nomineret i klassen bedste kvindelige hovedrolle for sin rolle som "Connie Sumner" i filmen Unfaithful.